# Хомыш
Хомыш — река в России, протекает по Ханты-Мансийскому АО. Устье реки находится в 15 км по левому берегу реки Малая Юконда. Длина реки составляет 81 км, площадь водосборного бассейна 431 км².
В 71 км от устья, по правому берегу реки впадает река Ларья.

## Данные водного реестра
По данным государственного водного реестра России относится к Иртышскому бассейновому округу, водохозяйственный участок реки — Конда, речной подбассейн реки — Конда. Речной бассейн реки — Иртыш.
Код объекта в государственном водном реестре — 14010600112115300017723.